# Halinów

Miasto na tle gminy i powiatu

Halinów – miasto we wschodniej Polsce, w województwie mazowieckim, w powiecie mińskim, siedziba gminy miejsko-wiejskiej Halinów, położone nad rzeką Długą. W latach 1975–1998 miasto administracyjnie należało do woj. warszawskiego.
Współczesny Halinów jest konglomeratem pięciu obszarów powstałych w wyniku parcelacji majątków Długa Kościelna i Skruda:
- Wille Halinów (60 ha) – zachodnia część wzdłuż ul. Piłsudskiego; rok parcelacji ok. 1895–1902. Ambitny projekt urbanistyczno-letniskowy, zgodny z ówczesną modą, wykorzystujący kolej warszawsko–terespolską jako element podnoszący wartość sprzedawanych parceli;
- Wille Halinów II (50-60 ha) – północno-zachodnia część w rejonie ulic Zachodniej, Mickiewicza i zachodniego odcinka Piłsudskiego (rok parcelacji 1911). Kontynuacja pierwszego projektu willowo-letniskowego;
- Miasto Ogród Skruda (47 ha) – środkowo-południowo-zachodnia część w rejonie ulic Okuniewskiej, Parkowej i Słonecznej, z północną enklawą w rejonie ulicy Olszowej (rok parcelacji 1933). Trzeci w kolejności projekt osiedli letniskowych na wzór koncepcji miasto ogród wykorzystanej w Konstancinie, Otwocku i Podkowie Leśnej;
- Kolonia Zagaj (20-30 ha) – południowa część na południe od ulicy Kolejowej (rok parcelacji 1933). Teren wydzielony na potrzeby oficerskiego osiedla, który jednak pozostał lasem i nie został w większości zagospodarowany;
- Majątek Skruda (90 ha) – środkowo-wschodnia część w rejonie ulic 3 Maja i Powstania Styczniowego (rok parcelacji 1946). Obszar dawnego osiedla Skruda bardzo szybko został zurbanizowany.

W roku 1935 w rozporządzeniu Ministra Spraw Wewnętrznych z 10 października 1935 Halinów występuje już jako samodzielna jednostka terytorialna: wieś. Skruda pozostaje odrębnym folwarkiem do 1946 roku. Po wojnie, w 1946 roku, wszystkie osiedla oraz Dwór Skruda i folwark z przyległościami, zostały włączone do Halinowa; Halinów był największy obszarowo i najbardziej rozwinięty urbanistycznie, przez co jego dominacja przesądziła o przyłączeniu mniejszych osiedli w jego granice administracyjne.
Halinów jest siedzibą rzymskokatolickiej parafii Matki Łaski Bożej. Oprócz tego część wiernych należy do parafii św. Anny w Długiej Kościelnej lub do parafii św. Józefa w Sulejówku.

## Dane ogólne
Według danych z II kwartału 2014 roku miasto liczyło 3674 mieszkańców.
Położone jest ok. 25 km na wschód od Warszawy. Ośrodek usługowy dla rozwijającej się w regionie przedsiębiorczości. Miejscowość letniskowa, znajdują się w niej rozległe stawy rybne dla wędkarzy i sportowe kluby jeździeckie.
Leży na historycznym Mazowszu.

## Historia
Teren, na którym położona jest Gmina Halinów stanowił w średniowieczu wschodnią część ziemi warszawskiej, do czasu wykształcenia się podziału administracyjnego Mazowsza. Sieć osiedleńcza na tym terenie powstawała stosunkowo późno w porównaniu z Mazowszem Zachodnim, bo dopiero w ciągu XV i w pierwszej połowie XVI w.
Do czasu zwycięstwa pod Grunwaldem i zawarcia Unii z Litwą (kiedy nastąpiła stabilizacja stosunków polsko–litewskich) obszar ten nie był atrakcyjny dla ruchu kolonizacyjnego. Unia z Litwą spowodowała awans wschodniej części Mazowsza i wówczas ziemie Gminy Halinów znalazły się w obrębie międzynarodowego handlu. Powstał bowiem szlak handlowy wiodący z Warszawy na Ruś przez Okuniew, Stanisławów, Dobre, Drohiczyn.
W pierwszej połowie XV w. powstała Długa Kościelna, a w XVI w. po inkorporacji Mazowsza do Korony na terenie Gminy powstały wsie: Chobot, Mrowiska, Cisie.
Historia powstania miejscowości Halinów nierozerwalnie wiąże się z istnieniem w pobliżu Halinowa parafii rzymsko–katolickiej w Długiej Kościelnej, która powstała w 1445 roku wydzielona z parafii Zerzno. Z ksiąg parafialnych kościoła w Długiej Kościelnej wynika, że w skład tej parafii wchodziło 14 wiosek, w tym wieś Skruda (obecnie Halinów).
W pobliżu parafii istniały należące do miejscowego proboszcza majątki kościelne – majątek Skruda oraz majątek Długa Kościelna. W ich skład wchodziły dobra ziemskie w Długiej Kościelnej, Skrudzie oraz stawy rybne, lasy i dwory. Majątkami zarządzali administratorzy. Natomiast w Długiej Szlacheckiej i w Cisiu istniały majątki będące w posiadaniu drobnej i bardzo biednej szlachty. Taki stan istniał do końca XVIII w.
W 1863 r. na terenie gminy powstańcy stoczyli z Rosjanami wiele bitew, m.in. w okolicach Chobotu, Michałowa i pod Okuniewem. Na terenie obecnego Halinowa działała doskonale zorganizowana poczta powstańcza, poszczególne dwory pełniły role stacji powstańczych. Do nich dostarczano meldunki o ruchach wojsk carskich oraz rozkazy Rządu Narodowego. W setną rocznicę wybuchu powstania styczniowego mieszkańcy Halinowa ufundowali pomnik, czcząc pamięć poległych powstańców.
Po powstaniu styczniowym carat dokonał podziału ziem Królestwa Polskiego na 10 guberni. W myśl ustawy „O zarządzie gubernialnym i powiatowym w guberniach Królestwa Polskiego z dnia 19-31.XII.1866 r.” dokonano nowego podziału administracyjnego Królestwa Polskiego. Zgodnie z tym podziałem wieś Skruda (należąca do gminy wiejskiej Okuniew) została przyłączona do powiatu warszawskiego guberni warszawskiej. Siedzibą powiatu i guberni była Warszawa.
Rozwój demograficzny miejscowości wiąże się z budową kolei żelaznej Warszawa – Brześć – Moskwa. Tuż po powstaniu styczniowym rząd podpisał decyzję o budowie linii kolejowej. Pierwotny plan budowy przewidywał, że linia kolejowa przebiegać będzie przez Okuniew, jednak urzędnicy carscy dokonali poprawek, prowadząc ja w linii prostej z Warszawy do Brześcia. Linia kolejowa Warszawa – Brześć została zbudowana w 1866 r., a wieś Skruda znalazła się na trasie kolei żelaznej i ten fakt zdecydował w dużym stopniu o przyszłości miejscowości Skruda.
Ludzie z okolicznych wiosek osiedlali się w Skrudzie, a niektórzy z urzędników carskich w nagrodę za sumienne tępienie polskości otrzymywali tu działki ziemi. Zapewne pod koniec XIX w. lub na początku XX w. właściciele majątku Skruda zbudowali okazały dworek, który otoczony był parkiem, w którym znajdował się staw i altanka, a na szczególną uwagę zasługiwał bogaty drzewostan. Po drugiej stronie ulicy (dziś ulica 3 Maja) znajdowały się budynki gospodarcze (stajnie, chlewnie, magazyny), które po II wojnie światowej zostały przejęte przez Gminną Spółdzielnię w Halinowie.
W późniejszych dokumentach pojawiła się nazwa Halinów, ale dotyczyła ona tylko tej części majątku Skruda, którą jej właściciel wydzielił jako dziedziczną własność swojej żony.
W 1920 r. przez rejon Okuniewa oraz Skrudy przebiegał front wojenny. W rejonie gminy walki z bolszewikami toczyła XXIX Brygada Piechoty płk. Stanisława Wrzalińskiego.
Po I wojnie światowej dokonano nowego podziału administracyjnego państwa. Miejscowość Skruda (w dalszym ciągu Halinów) należała nadal do powiatu warszawskiego, ale do gminy Wiązowna. Dopiero w 1931 r. została włączona do gminy Okuniew. Mieszkańcy coraz częściej dla określenia miejscowości używali nazwy Halinów, natomiast nazwa Skruda pozostała dla folwarku oraz przystanku kolejowego.
W 1933 roku właścicielem folwarku Skruda był ksiądz prałat Zygmunt Kaczyński. Ze swojego majątku liczącego 136 ha ziemi wydzielił 47 ha, które przeznaczył do parcelacji. Do Halinowa przybyła specjalna komisja, która podzieliła wydzieloną część na działki budowlane liczące od 2200 m² do 3000 m² ziemi.
W Warszawie rozpowszechniano informacje oraz ulotki zachęcające mieszkańców do osiedlania w Skrudzie, która w przyszłości miała się stać miastem–ogrodem.
W Skrudzie osiedlali się rzemieślnicy, urzędnicy, funkcjonariusze policji, emeryci kolejowi, oficerowie, a także nauczyciele. Ostatnim właścicielem majątku Skruda był dr medycyny Łytkowski na stale mieszkający w Warszawie. Jego dobrami administrował zarządca – Kuźma, który majątek doprowadził do rozkwitu, wprowadził innowacje rolnicze, a okoliczni chłopi uczyli się od niego gospodarki rolnej.
Dwór i majątek ziemski pozostał w rękach Łytkowskich do końca II Wojny Światowej. Po wojnie dwór, jak wiele podobnych przeznaczono na cele oświatowe, a majątek ziemski rozparcelowano.
W roku 1936 linia kolejowa została zelektryfikowana, a w Halinowie wybudowano peron. Wraz z elektryfikacją i utworzeniem przystanku kolejowego miejscowość zaczęła się rozwijać. Przybyli nowi mieszkańcy, a niektórzy spośród warszawskiej inteligencji wybudowali swoje wille.
W okresie okupacji Halinów należał do Generalnego Gubernatorstwa. Niemcy nazwy Skruda używali dla przystanku kolejowego, natomiast miejscowość nosiła nazwę Halinów. W 1944 roku spłonął budynek urzędu gminy w Okuniewie (do której Halinów w dalszym ciągu należał), wobec czego władze gminne przeniosły swoją siedzibę do Długiej Kościelnej. Gminna Rada Narodowa w Okuniewie z siedzibą w Długiej Kościelnej na sesji w 1946 r. podjęła uchwałę o nadaniu nazwy Halinów dla osiedla i przystanku kolejowego. W 1952 roku w wyniku reorganizacji powiatu warszawskiego powstały powiaty otwocki i wołomiński. Gmina Okuniew została podzielona. Halinów przyłączono do powiatu otwockiego, Okuniew zaś do powiatu wołomińskiego. W tym samym roku utworzono gminę Halinów. Siedzibą urzędu gminy w Halinowie był budynek państwa Ciszkowskich i Pruszyńskich, który został przejęty przez ówczesne władze.
W 1973 Halinów włączono do powiatu Mińsk Mazowiecki, a w 1975 w wyniku nowego podziału administracyjnego państwa zlikwidowano powiaty. Wprowadzono dwustopniowy podział kraju – gminy i województwa. Gmina Halinów, do której przyłączono Okuniew (Okuniew został zlikwidowany jako gmina) została włączona do województwa warszawskiego. Po wprowadzeniu trójstopniowego podziału kraju w 1999 r. – gmina Halinów ponownie została włączona do powiatu mińskiego.
Prawa miejskie Halinów otrzymał 1 stycznia 2001. Początkowo w skład miasta miały wejść też sąsiednie Hipolitów i Długa Kościelna. W tych trzech miejscowościach przeprowadzono konsultacje w sprawie nadania Halinowowi statusu miasta, gdzie 73,75% głosujących opowiedziało się za pomysłem. Ostatecznie Hipolitów i Długa Kościelna nie weszły w skład Halinowa.

## Demografia

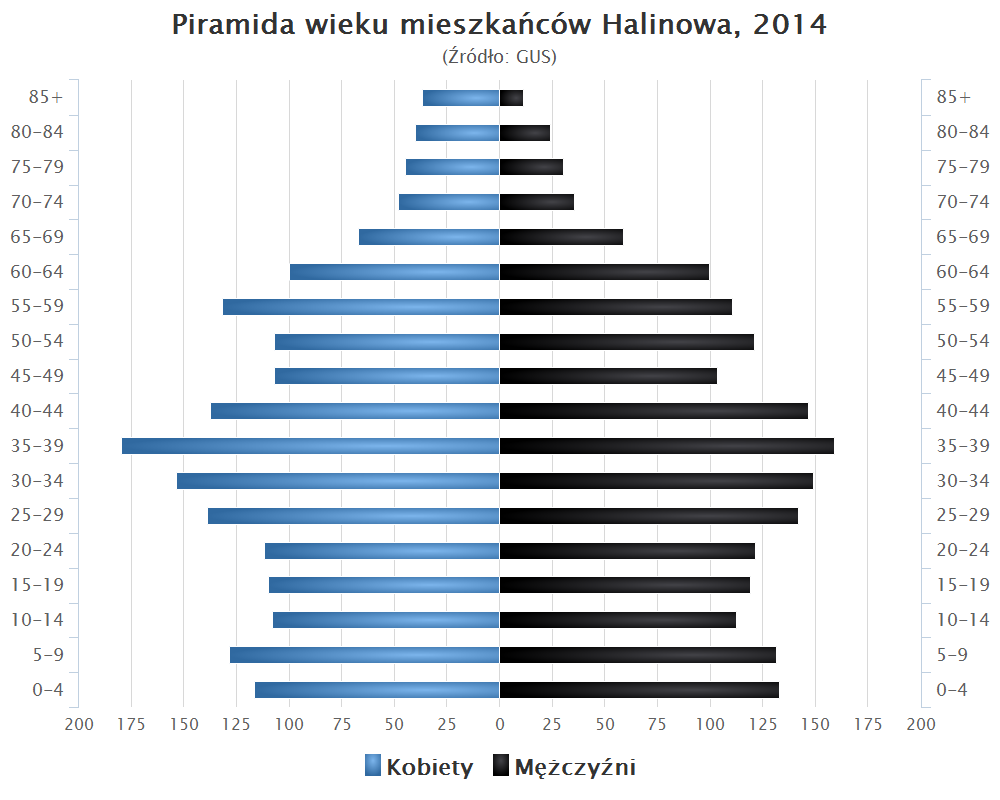
Piramida wieku mieszkańców Halinowa w 2014 roku

## Zabytki
W mieście znajduje się budynek – pałacyk w stylu szwajcarskim w otoczeniu pozostałości parku. To on stanowi zalążek miasta. Na przełomie XIX/XX wieku zaczęto stawiać drewniane budynki letniskowe. Założeniem było stworzenie miasta-ogrodu. Budynków drewnianych ubywa, a te które nadal można podziwiać znajdują się w centralnej części miasta w bliskim otoczeniu stacji kolejowej.

## Transport

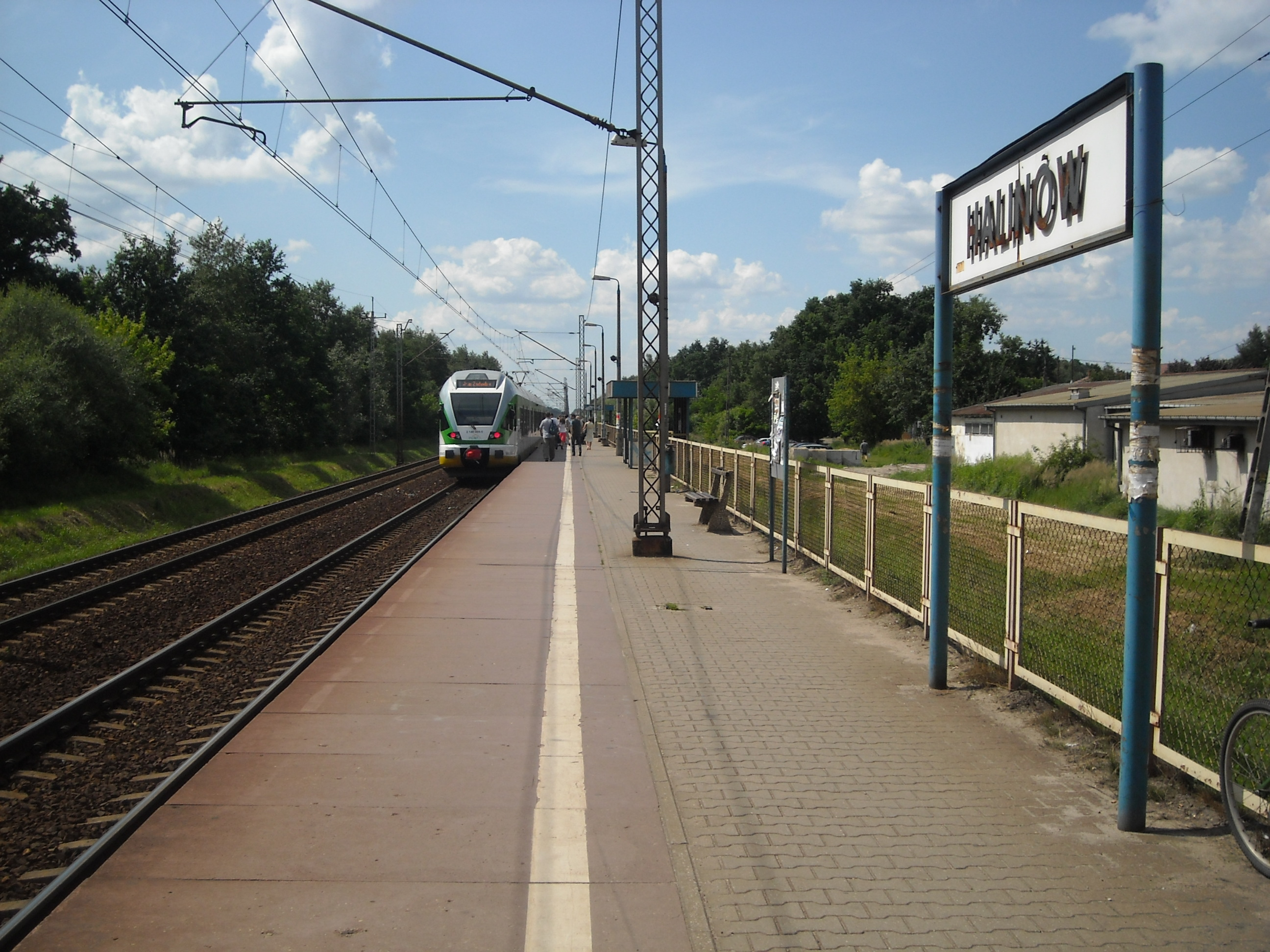
Przystanek kolejowy

Przystanek kolejowy, położony na linii kolejowej nr 2. W odległości 2 km od Halinowa przebiega trasa międzynarodowa E30.
Z Warszawy można dostać się także autobusem linii podmiejskiej 704.
Od sezonu 2012/2013 na terenie gminy zaczął działać klub siatkarski UKS Lesan Halinów, który gra w III lidzie MWZPS.

## Oświata
- Gimnazjum w Halinowie
- Zespół Szkolno-Przedszkolny w Halinowie
- Szkoła Podstawowa im. Kornela Makuszyńskiego
- Przedszkole

## Sport
Na terenie Halinowa znajdują się następujące obiekty sportowe:
- Hala sportowa przy Zespole Szkolno-Przedszkolnym w Halinowie
- Sala gimnastyczna przy Zespole Szkolno-Przedszkolnym w Halinowie
- Wielofunkcyjne boisko przy Zespole Szkolno-Przedszkolnym w Halinowie
- Boisko do siatkówki plażowej przy Domu Kultury w Halinowie
- Klub Judo Halinów Team
- Piłkarski Klub Sportowy KS Halinów

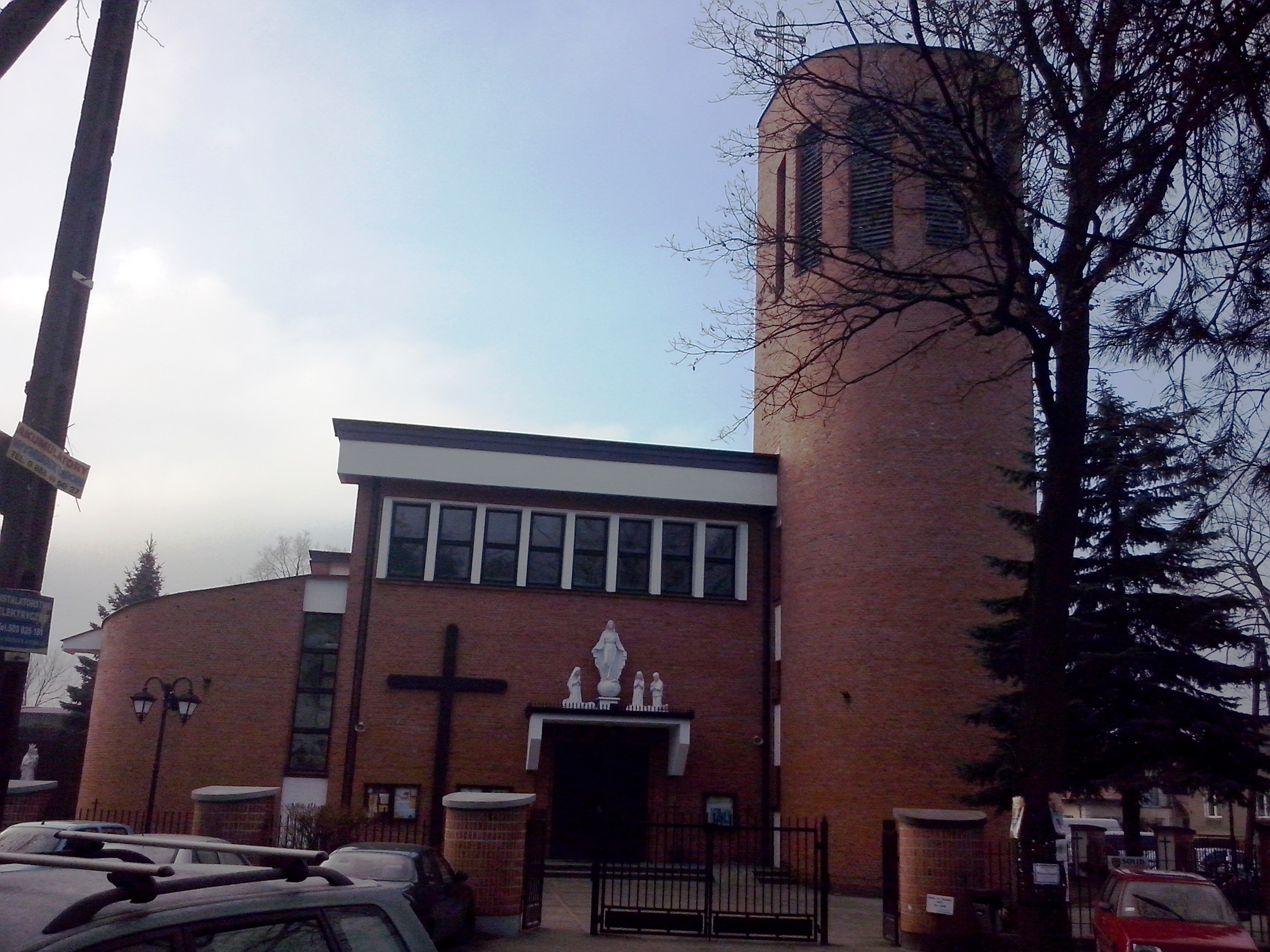
Kościół Matki Łaski Bożej

## Wspólnoty wyznaniowe
- Kościół rzymskokatolicki – Parafia Matki Łaski Bożej w Halinowie
- Świadkowie Jehowy – zbór Halinów[12].

## Burmistrzowie Halinowa
- Jolanta Damasiewicz (2002–2010)
- Adam Ciszkowski (od 2010)

## Galeria

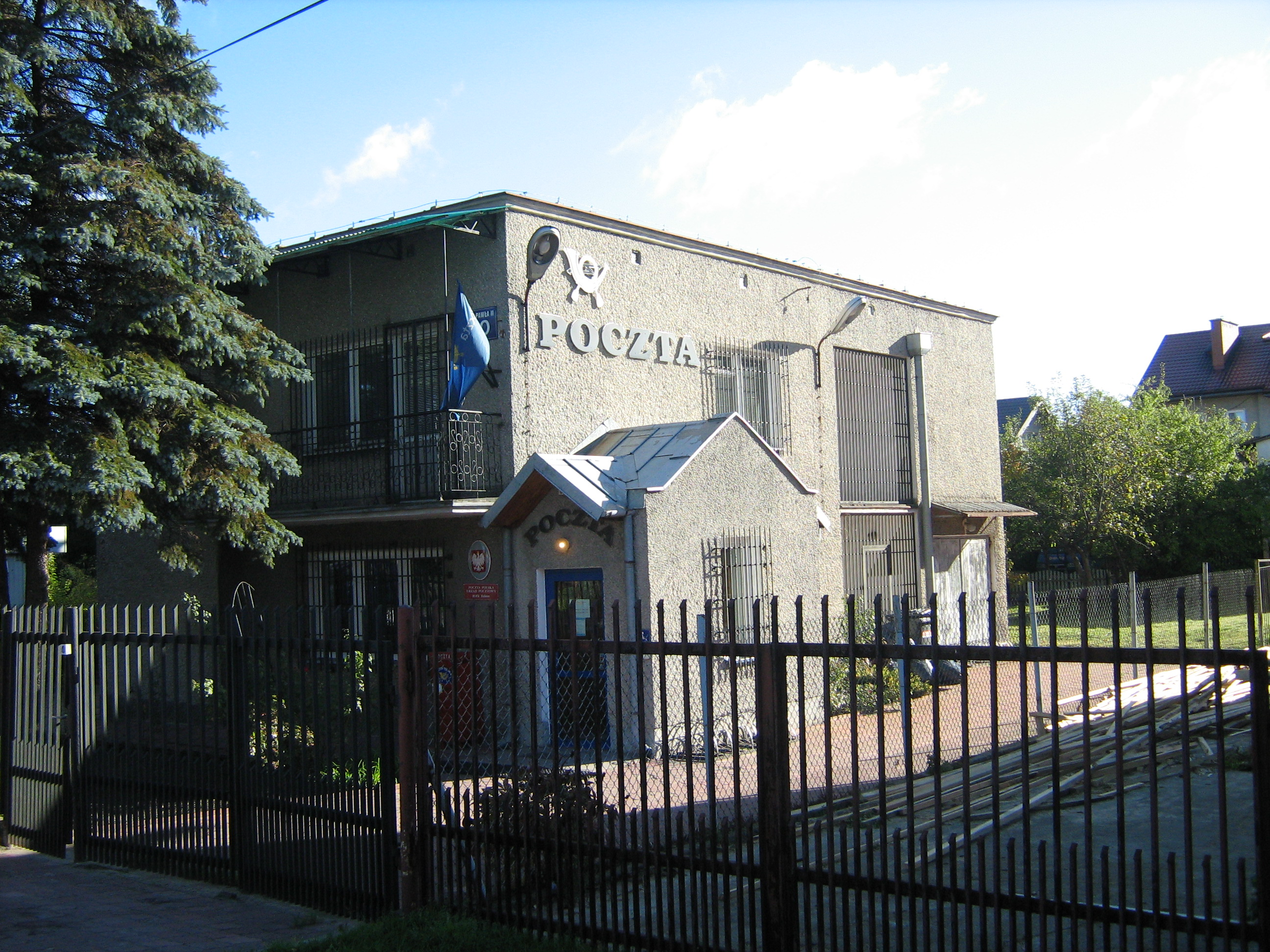
Urząd pocztowy
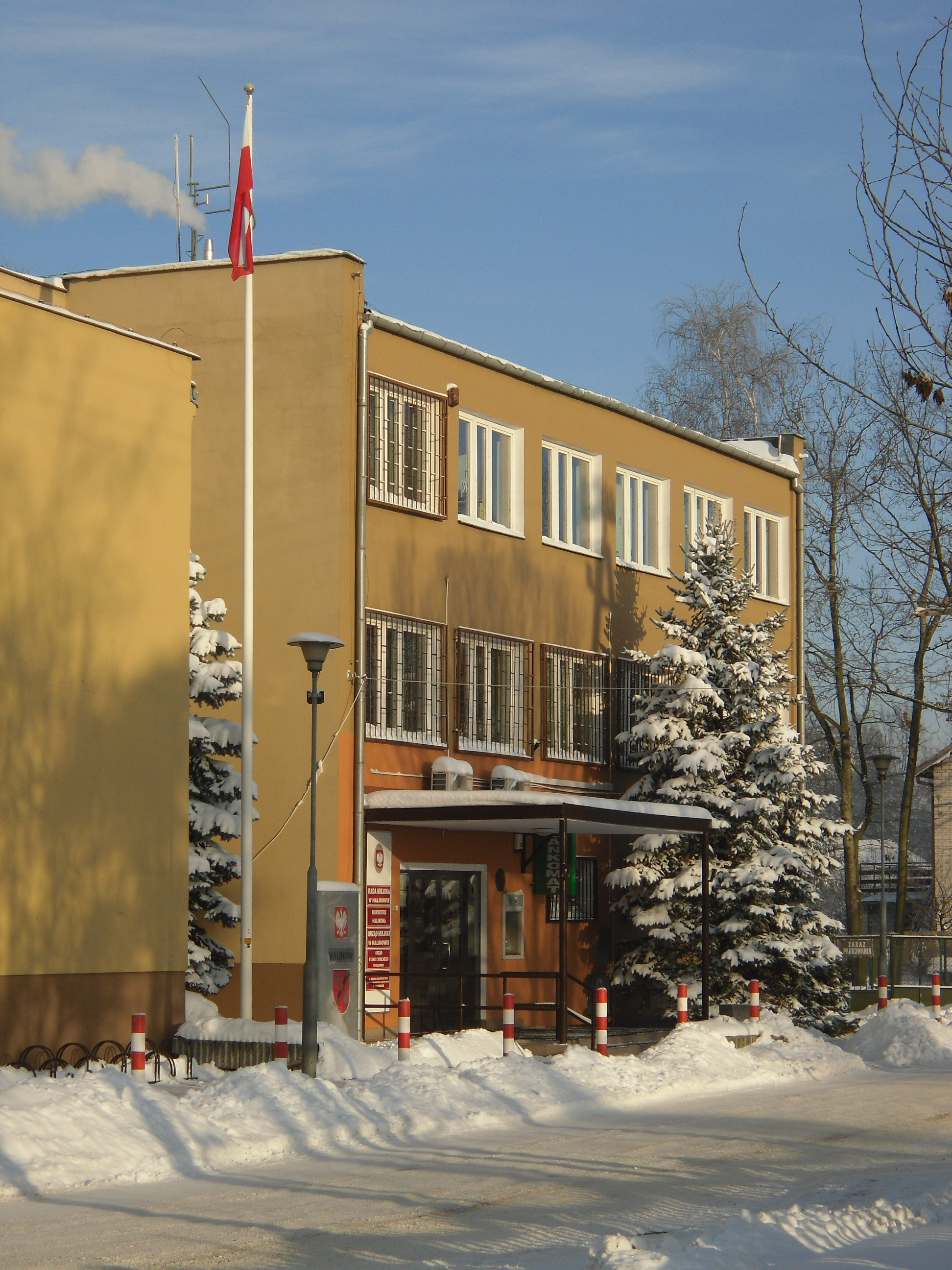
Urząd Miasta
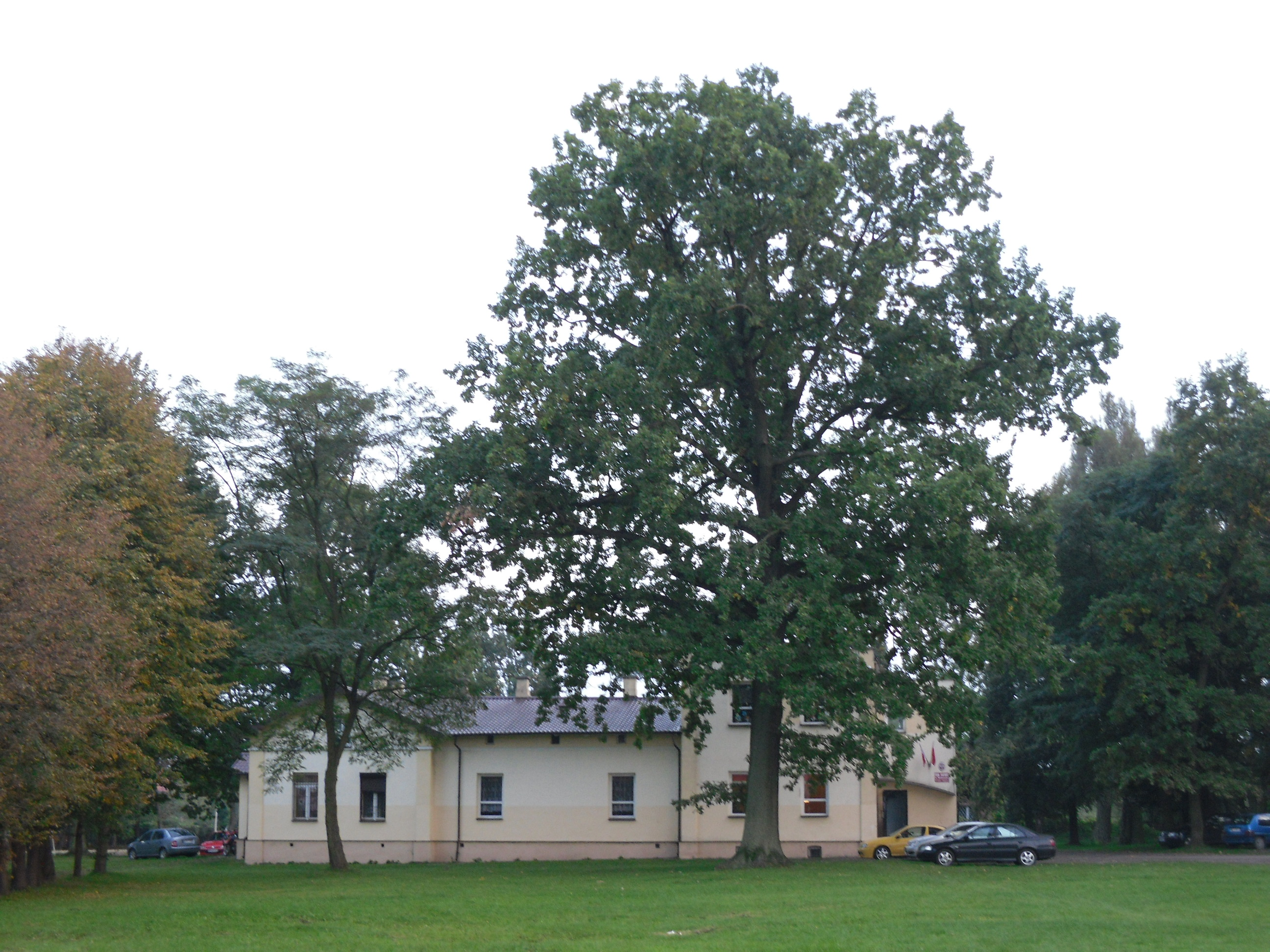
Pałacyk szwajcarski
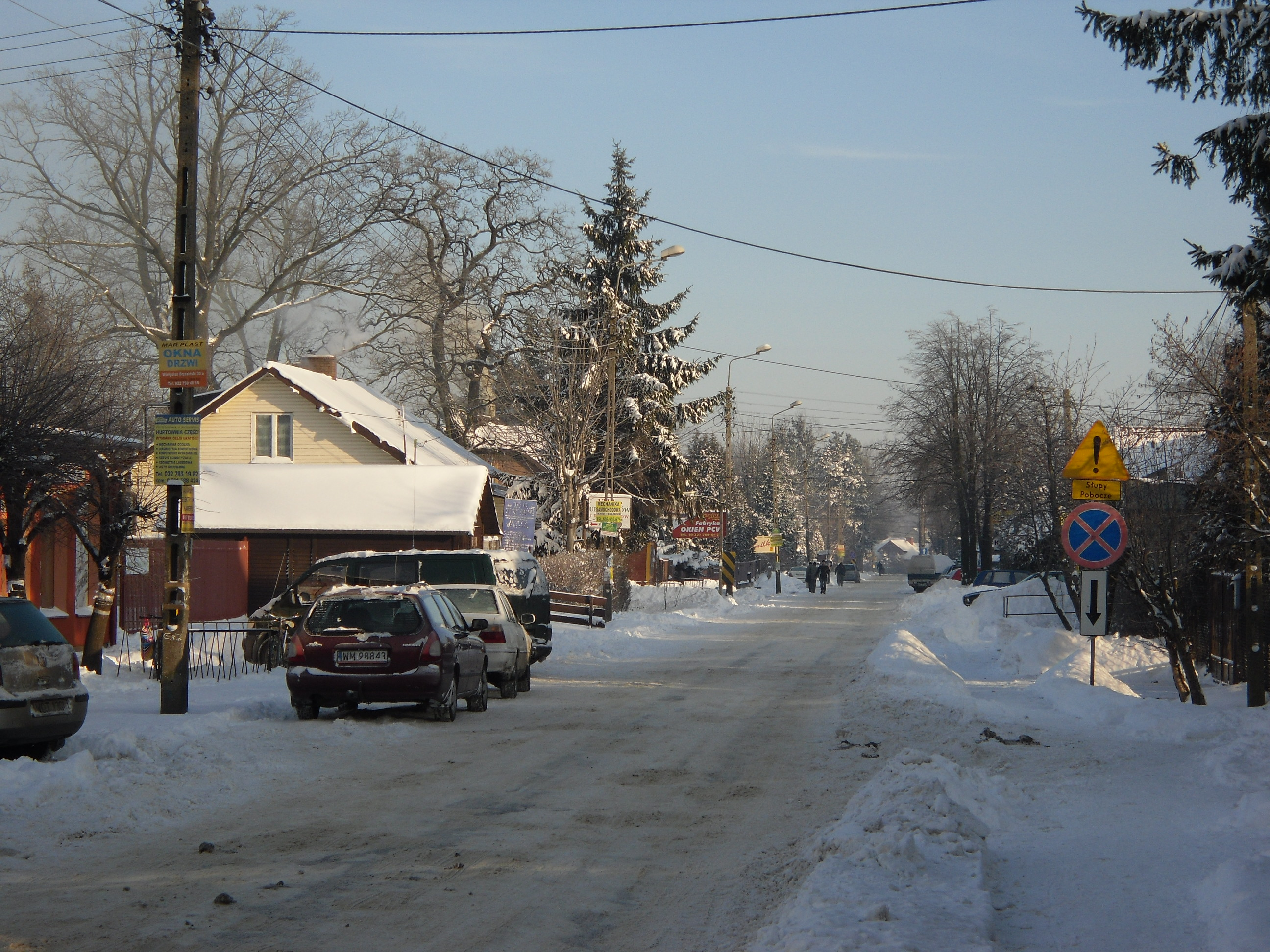
Ul. Jana Pawła II